# Kalatijja
Kalatijja (arab. قلاطية) – wieś w Syrii, w muhafazie Hims. W 2004 roku liczyła 724 mieszkańców.